# 丁黑
丁黑（？—），男，中国导演。代表作有《玉观音》、《大秦帝国之纵横》、《大秦帝国之崛起》、《那年花开月正圆》等。